# Astrogorgia jiska
Astrogorgia jiska is een zachte koraalsoort uit de familie Plexauridae. De koraalsoort komt uit het geslacht Astrogorgia. Astrogorgia jiska werd in 2000 voor het eerst wetenschappelijk beschreven door Grasshoff. 